# Arauca (folyó)
Az Arauca a dél-amerikai Orinoco egyik mellékfolyója. Kolumbia és Venezuela területén folyik.

## Földrajz
A folyó Kolumbiában ered több ágból az Andok keleti oldalán. A leghosszabb ág a Chitagá (más néven Cáraba vagy Cácota), amelynek forrása a Nevado del Cocuy közelében, 4000 méteres tengerszint feletti magasságban található az Almorzadero nevű páramóban. Miután a vízfolyás kelet felé fordult, ezt az irányt nem is változtatja meg: összesen 1050 km megtétele után a venezuelai Apure és Bolívar államok határán az Orinocóba torkollik. Összesen 296 kilométer hosszan a két ország határát alkotja.
Kezdeti szakaszán fő mellékfolyói a Culaga és a Bochaga: az ezekkel való egyesülés után a Margua nevet veszi fel. Ezután beletorkollik a Río Negro, a Colorado, a San Lorenzo, valamint a Sierra Nevada de Chita hegységből érkező Cubugón és Cobaría. A tunebó indiánok ezt a szakaszt Sarare néven ismerik. Miután kiér a síkságra, elágazik, és egy Charo nevű szigetet fog közre. Innentől kezdve hívják Araucának. Később beletorkollik jobb oldalon a Royata, a Bojabá és a Banadía, bal oldalon pedig a Cutufí. Később ismét elágazik: a jobb oldalon fekvő szavannás területen folyó ága alkotja az Agua Limónt. Ezután éri el a kolumbiai Arauca megye székhelyét, Araucát és a vele szemben fekvő venezuelai El Amparót. A két települést híd köti össze.
A már említett tunebókon kívül a partvidéken a betoje népcsoport is megtalálható. Teljes hosszának mintegy 80%-a kisebb vízi járművekkel hajózható.

## Élővilág
A folyó és térsége gazdag élővilággal rendelkezik. Megtalálható itt az amazonasi folyamidelfin, valamint egy 2017-es expedíció során megfigyeltek 136 madárfajt is. Ugyanekkor a veszélyeztetett orinocói krokodilnak több mint 200 felnőtt egyedét is megtalálták.
Az Araucát leginkább a térségében húzódó olajvezetékek veszélyeztetik: többször előfordult már, hogy meghibásodás vagy robbanás miatt a nyersolaj kiömlött és feketére festette a folyót, nagy kárt okozva az élővilágban.

## Képek

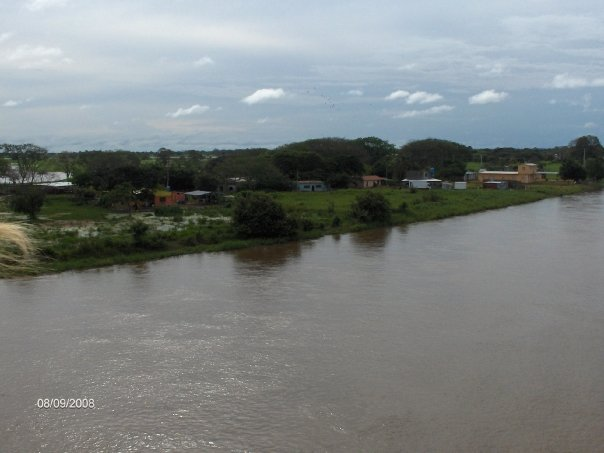
Partvidék San Juan de Payaránál
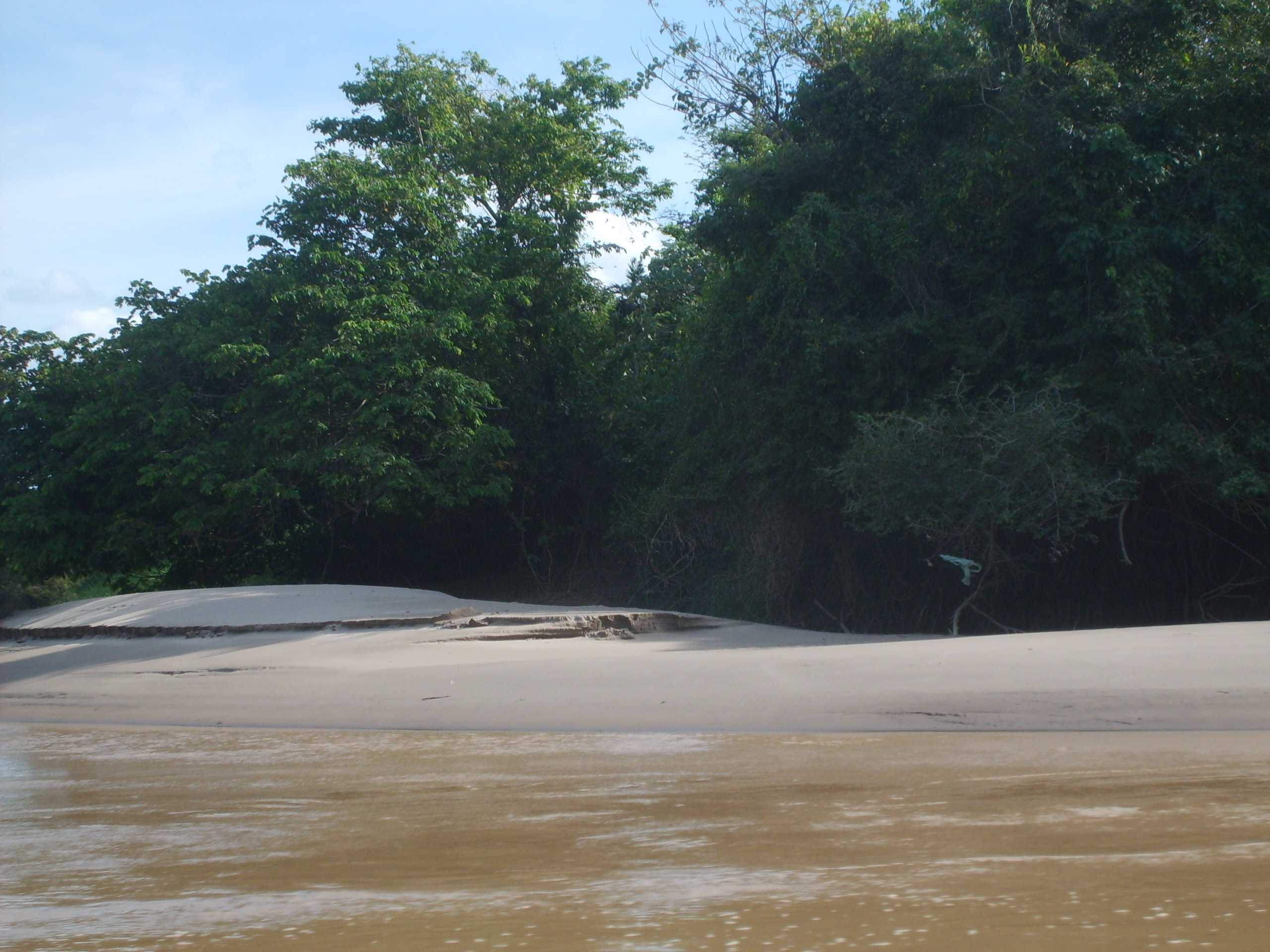
Partvidék Venezuelában
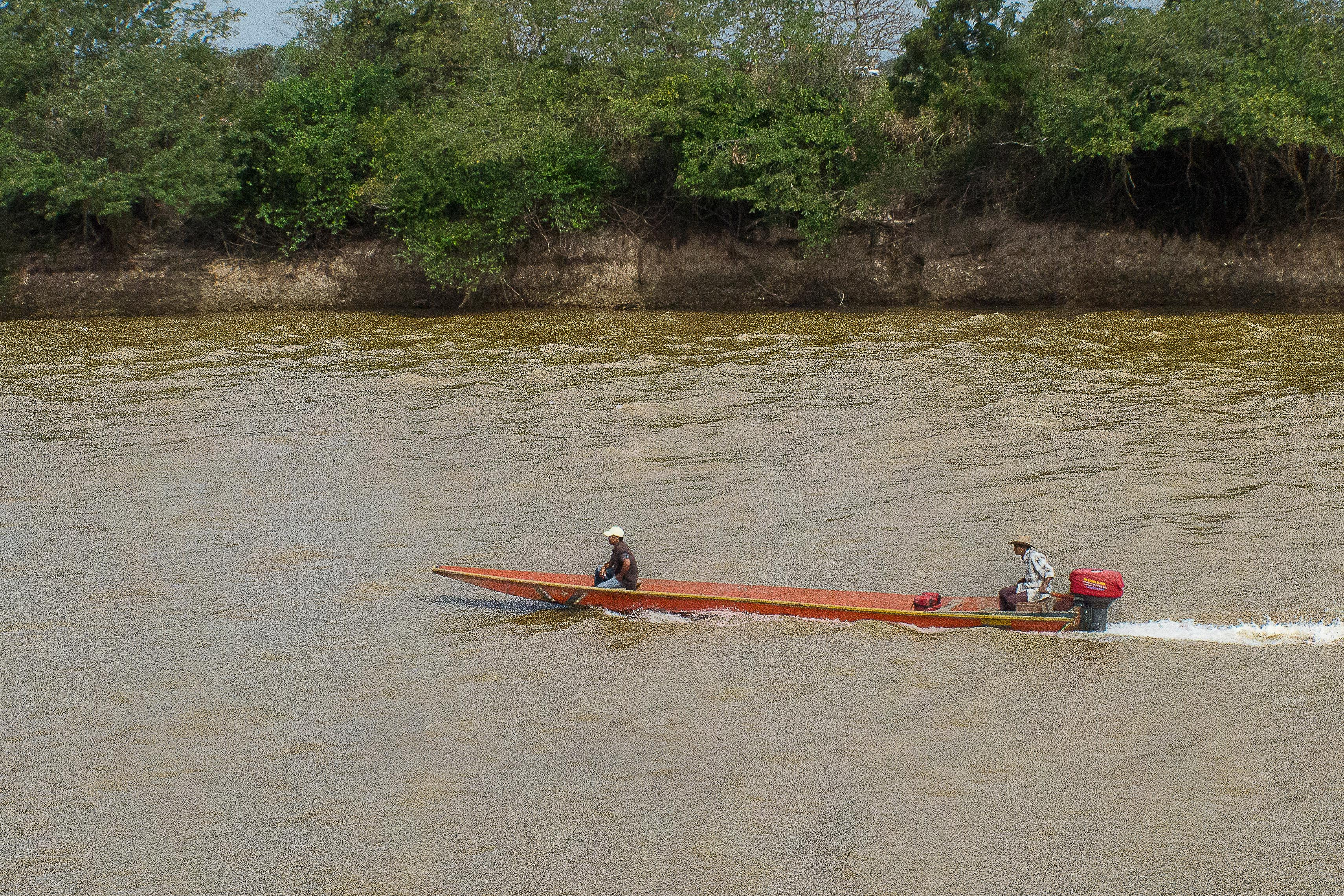
Csónak (chalana) a folyón
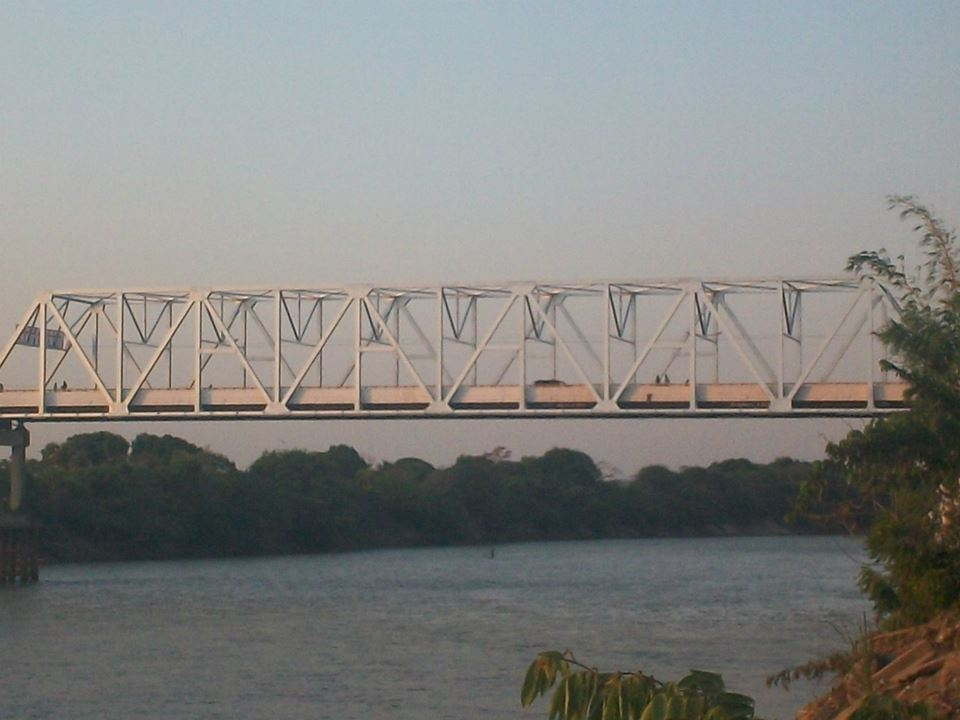
Híd Elorzánál